# یوجینیو ساینز (تگزاس)
یوجینیو ساینز (به انگلیسی: Eugenio Saenz) یک منطقهٔ مسکونی در ایالات متحده آمریکا است که در تگزاس واقع شده‌است. یوجینیو ساینز ۱۵۹ نفر جمعیت دارد.